# Nowa Przędzalnia (Lofty de Girarda)

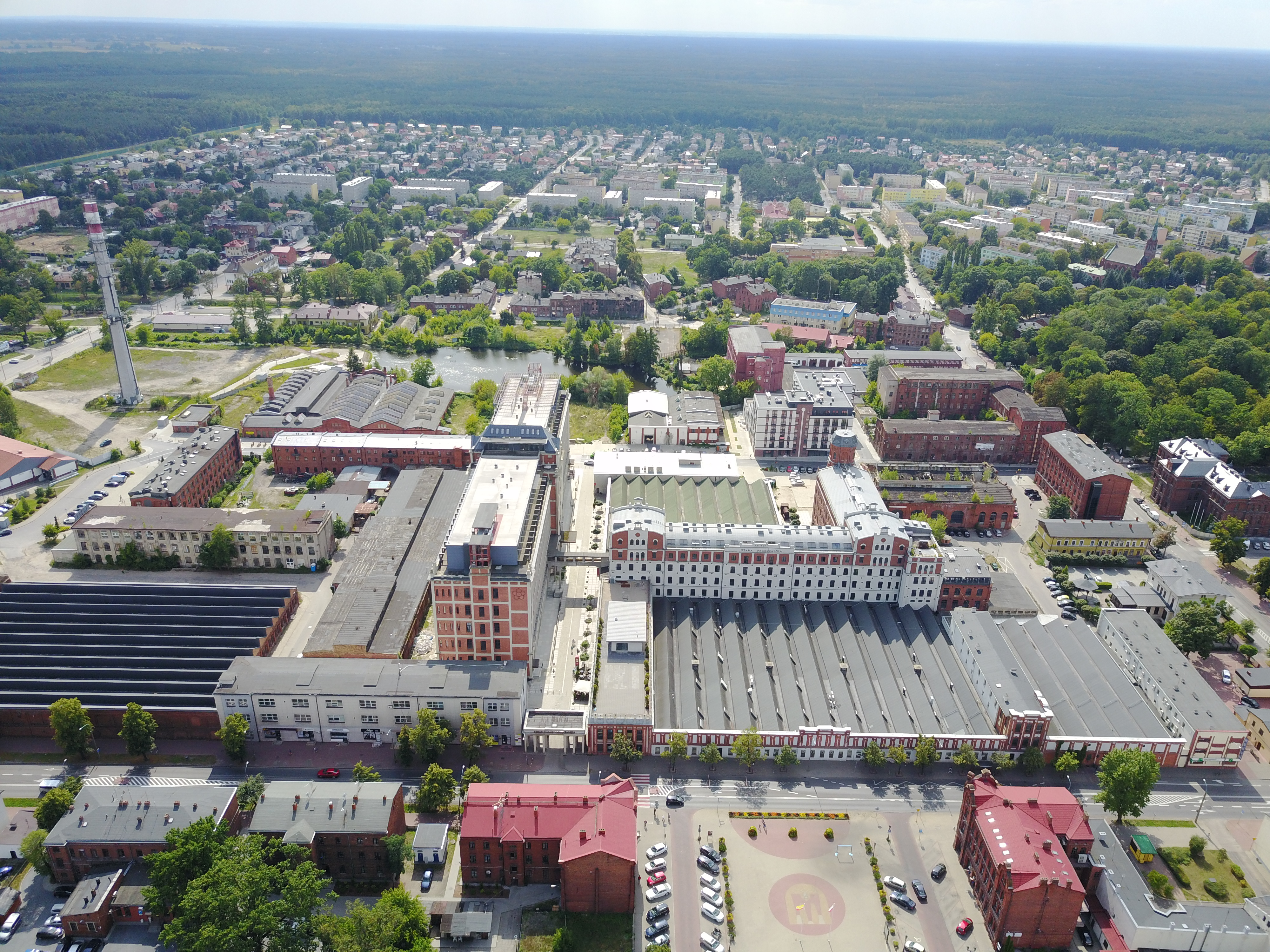
Zakłady lniarskie w Żyrardowie

Lofty de Girarda – budynek mieszkalny, przebudowany z  przędzalni lnu powstały w 1913 roku w Żyrardowie.
Był to jeden z najnowocześniejszych budynków Zakładów Lniarskich i jeden z pierwszych na świecie wykonany w konstrukcji żelbetowej, przystosowany do obciążeń powstałych w wyniku pracy kilku tysięcy wrzecion. Celem równomiernego rozprowadzenia naprężeń oraz drgań budynku konstrukcję dachu obciążono ziemią, a następnie zasadzono rośliny. Na dachu budynku znajdował się zbiornik przeciwpożarowy. Woda, którą pobierano z Górnego Stawu na Pisi Gągolinie, w razie pożaru miała zalewać po kolei wszystkie kondygnacje budynku. Na najwyższym piętrze, poniżej zbiornika przeciwpożarowego znajdowały się dwa inne potężne zbiorniki wodne, służące do magazynowania wody wykorzystywanej do obróbki lnu (tzw. mokre prządki). Woda była pobierana ze źródła znajdującego się na terenie fabryki. Była to najczystsza i najzdrowsza woda w Żyrardowie.
W owych czasach był to największy obiekt w mieście, symbol statusu zakładów lniarskich. Ogromne wrażenie robił ogród na dachu. Od początku monumentalna, górująca nad miastem budowla była dumą i wizytówką Żyrardowa, umieszczaną na rycinach i fotografiach. Przędzalnia szczęśliwie przetrwała obie wojny, choć podczas I wojny światowej tylko zbieg okoliczności uratował budynek przed obróceniem w ruinę. Wycofujące się wojska rosyjskie umieściły w budynku materiały wybuchowe i odpaliły lonty. Jednak pęd powietrza, powstały w wyniku wysadzenia sąsiednich hal fabrycznych zadusił lonty i ładunki nie eksplodowały.
Produkcja lnu trwała z drobnymi przerwami (okres międzywojenny i II wojna światowa) do końca lat 90. XX wieku.
W przewodnikach można przeczytać, że Żyrardów to osada fabryczna z II połowy XIX wieku, przykład modelowego miasta – ogrodu, z czytelnym podziałem na część mieszkalną i fabryczną. Miasto zawdzięcza nazwę Filipowi de Girard, pierwszemu dyrektorowi technicznemu zakładów lniarskich. Zakłady były sercem Żyrardowa od początku jego istnienia. Dzięki pozytywistycznym postawom właścicieli fabryki Karola Augusta Dittricha i Karola Teodora Hielle pracownicy zakładów mieli zapewnioną niezwykłą jak na owe czasy opiekę socjalną. Zatrudnionym w fabryce robotnikom zapewniono mieszkania, ochronkę, szpital fabryczny, pralnię i łaźnię miejską, przytułek, szkoły i kościoły dwóch wyznań.
W 1900 r. na Wystawie Światowej w Paryżu Żyrardów przedstawiano jako miasto wzorcowe, w którym fabryki wraz z otaczającymi je budynkami użyteczności publicznej i domami mieszkalnymi tworzą unikatowy organizm miejski. Jest to jedyny w Europie, zachowany w całości tego typu zespół urbanistyczny z przełomu XIX i XX wieku. Na listę zabytków wpisano całą osadę o powierzchni 70 hektarów i ponad 170 budynków. Obecnie czynione są starania o wpisane Żyrardowa na listę dziedzictwa kulturowego UNESCO.
W 2007 r. rozpoczęła się przebudowa budynku Nowej Przędzalni na budynek mieszkalno-usługowy, w którym miały znaleźć się 173 lofty, 28 lokali typu penthouse (w nadbudowie) oraz powierzchnie handlowo-usługowe (w przyziemiu). Inwestycję pod nazwą "Lofty de Girarda" miał zrealizować deweloper Green Development sp. z o.o. W październiku 2012 r. warszawski sąd upadłościowy ogłosił upadłość likwidacyjną spółki. W ramach postępowania upadłościowego nieruchomość, na której zlokalizowana jest inwestycja "Lofty de Girarda", została wydzielona z majątku spółki i w odniesieniu do niej postępowanie było prowadzone według przepisów o upadłości deweloperskiej. Dzięki szczególnym uprawnieniom poszkodowanych nabywców lokali, które wynikają z tych przepisów, zgromadzenie nabywców podjęło w kwietniu 2014 r. uchwałę w przedmiocie układu likwidacyjnego, polegającego na przejęciu nieruchomości, na której zlokalizowana jest inwestycja. Uchwała ta została początkowo uchylona przez sędziego-komisarza, jednak w sierpniu 2014. r. sąd II instancji postanowienie sędziego-komisarza uchylił, wskutek czego uchwała nabywców uprawomocniła się. Dzięki temu dotychczasowi klienci upadłego dewelopera – aktualnie współwłaściciele nieruchomości – uzyskali możliwość samodzielnego dokończenia inwestycji.
Sprawy sądowe pomiędzy deweloperem a klientami toczyły się przez okres od sierpnia 2014 do września 2015 roku. Klienci nie zdołali doprowadzić do wydania nieruchomości przez Syndyka masy upadłościowej spółki Green Development sp. z o.o. ani do wpisania ich do księgi wieczystej jako właścicieli nieruchomości. We wrześniu 2015 roku, doszło do zawarcia prawomocnego układu pomiędzy wierzycielami spółki, w tym nabywcami lokali. W rezultacie, spółka Green Development Sp. z o.o. z nowym kierownictwem wznowiła prace budowlane.